# Long An
Long An är en provins i Vietnam. Dess huvudstad är Tan An. Long An är en av de nio provinser som ligger i och runt Mekongdeltat i södra Vietnam. Den årliga medeltemperaturen ligger runt 27 °C
- Etniska grupper:
  - Viet (Kinh),
  - Khmer,
  - Tay,
  - Thai,
  - Hoa
- Distrikt:
  - Tan An (stadsdistrikt),
  - Ben Luc,
  - Can Duoc,
  - Can Giuoc,
  - Chau Thanh,
  - Duc Hoa,
  - Duc Hue,
  - Moc Hoa,
  - Tan Thanh,
  - Tan Tru,
  - Thanh Hoa,
  - Thu Thua,
  - Vinh Hung,
  - Tan Hung